# „Terrorliste“ der Regierungen Saudi-Arabiens, Ägyptens, der Vereinigten Arabischen Emirate und Bahrains
Diese Liste wurde im Juni 2017 durch die Regierungen Saudi-Arabiens, Ägyptens, der Vereinigten Arabischen Emirate (VAR) und Bahrains erstellt.
Sie enthält 59 Personen und 12 Organisationen, denen angebliche Verbindungen zum Rivalen Katar (Qatar) vorgeworfen werden und die als terroristisch bezeichnet werden. Die aufgelisteten Personen und Organisationen würden alle von dem Golf-Emirat Qatar finanziert oder seien dort ansässig und hätten Kontakte zu Terroristen. Eine der prominentesten Personen der Liste ist der in Katar lebende Ägypter Yusuf al-Qaradawi.

## Übersicht
Nachfolgende Personen und Organisationen stehen auf der Liste.

### Personen
- 1. Khalifa Mohammed Turki al-Subaie – Katarer
- 2. Abdelmalek Mohammed Yousef Abdel Salam – Jordanier
- 3. Ashraf Mohammed Yusuf Othman Abdel Salam – Jordanier
- 4. Ibrahim Eissa Al-Hajji Mohammed Al-Baker – Katarer
- 5. Abdulaziz bin Khalifa al-Attiyah – Katarer
- 6. Salem Hassan Khalifa Rashid al-Kuwari – Katarer
- 7. Abdullah Ghanem Muslim al-Khawar – Katarer
- 8. Saad bin Saad Mohammed al-Kaabi – Katarer
- 9. Abdullatif bin Abdullah al-Kuwari – Katarer
- 10. Mohammed Saeed Bin Helwan al-Sakhtari – Katarer
- 11. Abdul Rahman bin Omair al-Nuaimi – Katarer
- 12. Abdul Wahab Mohammed Abdul Rahman al-Hmeikani – Jemenit
- 13. Khalifa bin Mohammed al-Rabban – Katarer
- 14. Abdullah Bin Khalid al-Thani – Katarer
- 15. Abdul Rahim Ahmad al-Haram – Katarer
- 16. Hajjaj bin Fahad Hajjaj Mohammed al-Ajmi – Kuwaiti
- 17. Mubarak Mohammed al-Ajji – Katarer
- 18. Jaber bin Nasser al-Marri – Katarer
- 19. Yusuf Abdullah al-Qaradawi – Ägypter
- 20. Mohammed Jassim al-Sulaiti – Katarer
- 21. Ali bin Abdullah al-Suwaidi – Katarer
- 22. Hashem Saleh Abdullah al-Awadhi – Katarer
- 23. Ali Mohammed Mohammed al-Salabi – Libyer
- 24. Abdelhakim Belhadj – Libyer
- 25. Mahdi Harati – Libyer
- 26. Ismail Muhammad Mohammed al-Salabi – Libyer
- 27. Al-Sadiq Abdulrahman Ali al-Ghuraini – Libyer
- 28. Hamad Abdullah Al-Futtais al-Marri – Katarer
- 29. Mohamed Ahmed Shawky Islambouli – Ägypter
- 30. Tariq Abdelmagoud Ibrahim al-Zomor – Ägypter
- 31. Mohamed Abdelmaksoud Mohamed Afifi – Ägypter
- 32. Mohamed el-Saghir Abdel Rahim Mohamed – Ägypter
- 33. Wagdy Abdelhamid Ghoneim – Ägypter
- 34. Hassan Ahmed Hassan Mohammed Al Dokki Al Houti – VAE
- 35. Hakem al-Humaidi al-Mutairi – Saudi / Kuwaiti
- 36. Abdullah al-Muhaysini – Saudi
- 37. Hamed Abdullah Ahmed al-Ali – Kuwaiti
- 38. Ayman Ahmed Abdel Ghani Hassanein – Ägypter
- 39. Assem Abdel-Maged Mohamed Madi – Ägypter
- 40. Yahya Aqil Salman Aqeel – Ägypter
- 41. Mohamed Hamada el-Sayed Ibrahim – Ägypter
- 42. Abdel Rahman Mohamed Shokry Abdel Rahman – Ägypter
- 43. Hussein Mohamed Reza Ibrahim Youssef – Ägypter
- 44. Ahmed Abdelhafif Mahmoud Abdelhady – Ägypter
- 45. Muslim Fouad Tafran – Ägypter
- 46. Ayman Mahmoud Sadeq Rifat – Ägypter
- 47. Mohamed Saad Abdel-Naim Ahmed – Ägypter
- 48. Mohamed Saad Abdel Muttalib Abdo Al-Razaki – Ägypter
- 49. Ahmed Fouad Ahmed Gad Beltagy – Ägypter
- 50. Ahmed Ragab Ragab Soliman – Ägypter
- 51. Karim Mohamed Mohamed Abdel Aziz – Ägypter
- 52. Ali Zaki Mohammed Ali – Ägypter
- 53. Naji Ibrahim Ezzouli – Ägypter
- 54. Shehata Fathi Hafez Mohammed Suleiman – Ägypter
- 55. Muhammad Muharram Fahmi Abu Zeid – Ägypter
- 56. Amr Abdel Nasser Abdelhak Abdel-Barry – Ägypter
- 57. Ali Hassan Ibrahim Abdel-Zaher – Ägypter
- 58. Murtada Majeed al-Sindi – Bahraini
- 59. Ahmed Al-Hassan al-Daski – Bahraini

### Organisationen
- 1. Qatar Voluntary, arabisch مركز قطر للعمل التطوعي Markaz Qaṭar lil-ʿamal at-taṭawwuʿī – (Katar)
- 2. Doha Apple Company (Internet and Technology Support Company) – Katar
- 3. Qatar Charity, arabisch قطر الخيرية Qaṭar al-chairīya – Katar
- 4. Sheikh Eid al-Thani Charity Foundation (Eid Charity) – Katar
- 5. Sheikh Thani Bin Abdullah Foundation for Humanitarian Services – Katar
- 6. Sarāyā ad-difāʿ ʿan Benghazi, arabisch سرايا الدفاع عن بنغازي – Libyen
- 7. Saraya al-Ashtar, arabisch سرايا الأشتر – Bahrain
- 8. February 14 Coalition – Bahrain
- 9. Sarāya al-muqāwama, arabisch سرايا المقاومة – Bahrain
- 10. Ḥizb Allāh al-baḥrainī, arabisch حزب الله البحريني – Bahrain
- 11. Sarāya al-Muchtār, arabisch سرايا المختار – Bahrain
- 12. Ḥarakat Aḥrār al-Baḥrain al-islāmīya, arabisch حركة أحرار البحرين – Bahrain